# Triplax lacensis
Triplax lacensis är en skalbaggsart som beskrevs av Boyle 1954. Triplax lacensis ingår i släktet Triplax och familjen trädsvampbaggar. Inga underarter finns listade i Catalogue of Life.